# ハッピーバースデイ
「ハッピーバースデイ」は、PUFFYの30枚目のシングル。2011年2月9日にキューンレコードから発売された。

## 解説
PUFFYデビュー15周年イヤーの第1弾シングル。初回生産版は2010年7月11日に東京・昭和女子大学人見記念講堂で行われたライブの後半ダイジェストが収録されたDVD付き。収録曲・DVDでの演奏はいずれもサポートのバンドメンバーが行っている。
タイトル曲「ハッピーバースデイ」は、「マイストーリー」から3年ぶりとなる、スウェーデンのバンド「MerryMakers」提供の楽曲。
カップリング曲「バンザーイ!」は、バンドメンバーのギタリスト・フジタユウスケ提供の楽曲、「銀河系ドライブ」はPUFFY TOUR 2009（長野県・東御市文化会館サンテラスホール）で収録されたライブ音源であり、バンドメンバーのベーシスト・木下裕晴が編曲を担当した。多数の楽曲を細かくつないだメドレーであり、以前、師匠である奥田民生が披露したメドレー「人ばっか」に倣ったものである。

## 収録曲

### CD
1. ハッピーバースデイ [3:57]
作詞：PUFFY、作曲：David Myhr/Peter Kvint、編曲：マイケル河合
  - テレビ東京「JAPAN COUNTDOWN」2011年1月オープニングテーマ。
2. バンザーイ! [3:18]
作詞：吉村由美、作曲：フジタユウスケ
  - 森永乳業「エスキモーMOW」CMソング。
3. 銀河系ドライブ 〜PUFFY TOUR 2009 メドレー@長野県・東御市文化会館サンテラスホール〜 [6:58]

### DVD
1. PUFFY TOUR 2010 劇団アセス旗揚げ公演 2010.7.11 人見記念講堂 後半DG:DOKI DOKI
2. PUFFY TOUR 2010 劇団アセス旗揚げ公演 2010.7.11 人見記念講堂 後半DG:マイストーリー
3. PUFFY TOUR 2010 劇団アセス旗揚げ公演 2010.7.11 人見記念講堂 後半DG:アジアの純真
4. PUFFY TOUR 2010 劇団アセス旗揚げ公演 2010.7.11 人見記念講堂 後半DG:誰かが
5. PUFFY TOUR 2010 劇団アセス旗揚げ公演 2010.7.11 人見記念講堂 後半DG:ジェットラブ
6. PUFFY TOUR 2010 劇団アセス旗揚げ公演 2010.7.11 人見記念講堂 後半DG:Bye Bye
7. PUFFY TOUR 2010 劇団アセス旗揚げ公演 2010.7.11 人見記念講堂 後半DG:渚にまつわるエトセトラ